# اسلحه مرگبار
اسلحه مرگبار (به انگلیسی: Lethal Weapon) یک فیلم کمدی-اکشن و پلیس رفیق آمریکایی محصول سال ۱۹۸۷ به کارگردانی و تهیه‌کنندگی ریچارد دانر، نویسندگی شین بلک با بازی مل گیبسون، دنی گلاور، گری بیوسی، دارلین لاو و میچل رایان است. 
این فیلم در ۶ مارس ۱۹۸۷ اکران شد. پس از اکران، سلاح مرگبار بیش از ۱۲۰ میلیون دلار (در مقابل بودجه تولید ۱۵ میلیون دلار) فروخت و نامزد جایزه اسکار بهترین صداگذاری شد. این فرنچایز شامل سه دنباله و یک سریال تلویزیونی سریال تلویزیونی است که دنباله چهارم در حال توسعه است. همچنین این فیلم به طور گسترده‌ای به‌عنوان یکی از بهترین فیلم‌های پلیس رفیق در تمام دوران در نظر گرفته می‌شود که بر فیلم‌های متعدد «پلیس رفیق» مانند پلیس سامورایی، پلیس خفن، تانگو و کش، پسران بد و مجموعه‌های ساعت شلوغی تأثیر گذاشته است.

## داستان
یکی از کهنه سربازهای جنگ ویتنام به نام مارتین ریگز گیبسن که به دلیل تجربه‌هایش در نیروهای ویژه، به سلاح مرگبار شهرت دارد، به عنوان همکار کارآگاه پلیس، راجر مرتو گلاور ، انتخاب می‌شود تعدادی مزدور که قبلا در جنگ ویتنام جنگیده بودند، به رهبری ژنرال مک آلیستر رایان و جاشوآ بیوزی ، در فکر فروش محموله‌ای از هرویین به یک قاچاقچی هستند و

## بازیگران و نقش‌ها
- مل گیبسون در نقش گروهبان مارتین ریگز
- دنی گلاور در نقش گروهبان راجر مرتاف
- میچل رایان در نقش ژنرال مک آلیستر
- گری بیوسی در نقش جاشوا
- دارلین لاو در نقش تریش مرتاف
- اد اوراس در نقش خریدار هرویین
- تام اتکینز در نقش مایکل هانسیکر
- استیو کاهان در نقش کاپیتان ادی مورفی
- ماری الن ترینور در نقش روان شناس پلیس

## بازخوردها
در راتن تومیتوز، این فیلم بر اساس ۵۶ نقد، ۸۰ درصد محبوبیت دارد، در متاکریتیک، این فیلم بر اساس ۲۳ منتقد، میانگین وزنی ۶۸ از ۱۰۰ را دارد که نشان‌دهنده «بررسی‌های عموماً مطلوب» است. تماشاگران در نظرسنجی سینماسکور به فیلم نمره متوسط "A" را در مقیاس A + تا F دادند.

## دنباله‌ها
- اسلحه مرگبار ۲ (۱۹۸۹)
- اسلحه مرگبار ۳ (۱۹۹۲)
- اسلحه مرگبار ۴ (۱۹۹۸)